# بهانه جنگ
بهانهٔ جنگ (casus belli) عبارت لاتینی است که به «عمل یا رویدادی که به عنوان آغاز یا توجیه جنگ استفاده شود» گفته می‌شود. این عبارت در لغت به معنای «دلیل جنگ» است. در برخی از موارد ممکن است که رویدادها و دلایل، مهم نباشد و دلیل واقعی جنگ چیز دیگری باشد.

## مثال‌های تاریخی

### جنگ داخلی آمریکا
جنگ داخلی در ایالات متحده در سال ۱۸۶۱، بین ایالات شمالی و جنوبی بر سر برده‌داری، حقوق ایالت‌ها و گسترش به سمت غرب آغاز شد. بعد از پیروزی آبراهام لینکلن در انتخابات سال ۱۸۶۰ هفت ایالت جنوبی از هم جدا شدند و ایالات کنفدراسیون آمریکا تشکیل شد. و چهار ایالت دیگر به آنها پیوستند و گفتند که برده داری دلیل اصلی جدایی است. جنگ داخلی آمریکا، با تسلیم شدن کنفدراسیون در سال ۱۸۶۵ به پایان رسید. این جنگ، با حدود ۶۲۰۰۰۰ کشته و میلیون‌ها نفر مجروح پر هزینه‌ترین و مرگبارترین جنگ در خاک آمریکا بود.

### جنگ آمریکا با اسپانیا
در ۲۱ آوریل ۱۸۹۸ ایالات متحده علیه اسپانیا اعلام جنگ کرد. که البته این اولین درگیری خارج از کشور آمریکایی‌ها بود. اما بهانه شروع جنگ چه بود؟ حمایت آمریکا از مبارزه مداوم کوبایی‌ها و فیلیپینی‌ها علیه حکومت اسپانیا، (مبارزه کوبا برای استقلال از اسپانیا) و انفجار مرموز ناو جنگی USS Maine در بندر هاوانا. از نتایج این جنگ پایان حکومت استعماری اسپانیا در قاره آمریکا بود. و منجر به تصاحب سرزمین‌هایی در غرب اقیانوس آرام و آمریکای لاتین توسط ایالات متحده شد. معاهدهٔ صلحی که بعد از پیروزی ایالات متحده، اسپانیا را مجبور به واگذاری حاکمیت کوبا، گوآم، پورتوریکو و فیلیپین به ایالات متحده کرد. در واقع این جنگ برتری ایالات متحده را در منطقه کارائیب تثبیت کرد.

### جنگ جهانی اول
جنگ جهانی اول که از سال ۱۹۱۴ تا ۱۹۱۸ به طول انجامید، جنگی با ۲۰ میلیون کشته، جنگی که جهان را با جنگ خندق و فن آوری‌های جدید مرگبار مانند گازهای سمی و مخازن آشنا کرد. جنگی که منجر به سقوط چهار سلسله بزرگ امپراتوری در آلمان، روسیه، اتریش-مجارستان و ترکیه شد و همچنین باعث انقلاب بلشویکی در روسیه شد.
اما رویدادهایی که منجر به جنگ جهانی اول شد:
- ترور آرشیدوک فرانتس فردیناند (۱۹۱۴) وارث تاج و تخت اتریش-مجارستان.[۱۸][۱۹][۲۰]
- اتحاد فرانسه و روسیه (۱۸۹۴)
- جنگ روسیه و ژاپن (۱۹۰۴-۱۹۰۵)[۲۱]
- ناسیونالیسم یا ملی‌گرایی.[۲۲]
- مسابقات تسلیحاتی برای ایجاد ارتش قدرتمندتر و نظامی گری.[۲۳][۲۴][۲۵]

### جنگ جهانی دوم
بزرگ‌ترین و مرگبارترین جنگ تاریخ، جنگی که بیش از ۳۰ کشور را درگیر کرد. جنگ جهانی دوم در سال ۱۹۳۹ با تهاجم نازی‌ها به لهستان آغاز شد. و زمانی که ژاپن پس از پرتاب بمب‌های اتمی توسط ایالات متحده بر روی هیروشیما و ناکازاکی در ۲ سپتامبر ۱۹۴۵ تسلیم شد، جنگ جهانی دوم به پایان رسید. حدود ۶۰ تا ۸۰ میلیون نفر تا پایان جنگ جهانی دوم جان خود را از دست دادند و بسیاری از شهرهای اروپا و آسیا ویران شدند. این جنگ به مدت شش سال به طول انجامید. در واقع این جنگ تا حدی به دلیل بحران اقتصادی رکود بزرگ و تنش‌های سیاسی حل نشده و ادامه مناقشاتی بود که پس از جنگ جهانی اول به پایان نرسیده بود. از جملهٔ آن‌ها می‌توان به «بند گناه جنگ» (معاهده ورسای) که در سال ۱۹۱۸ امضا شد، اشاره کنیم. این معاهده، آلمان و اتریش-مجارستان را مسئول جنگ جهانی اول دانست و تحریم‌های مالی فلج کننده، تجزیه ارضی و انزوا به هر دو قدرت تحمیل کرد. اکثر مورخان معتقدند که بذر جنگ جهانی دوم در پایان جنگ جهانی اول کاشته شد.

### جنگ شش روزه
جنگ شش روزه، سومین جنگ کوتاه اما خونین بین اعراب و اسرائیل بود که از ۵ تا ۱۰ ژوئن ۱۹۶۷ رخ داد .شبه جزیره سینا، نوار غزه، کرانه باختری، بیت‌المقدس شرقی و بلندی‌های جولان به تصرف اسرائیل درآمد.
هدف از جنگ شش روزه چه بود؟
هر یک از طرفین دلایل متعددی برای جنگ داشتند. مهم‌ترین دلیل تأسیس ائتلاف عربی در سال ۱۹۴۸ بود که می‌خواست اسرائیل را نابود کند، با این حال، دلایل دیگر جنگ، اختلافات مرزی و آبی بین سوریه و اسرائیل بود یعنی بحران سوئز که در سال ۱۹۵۶ آغاز شد، زمانی که اسرائیل، بریتانیا و فرانسه در واکنش به ملی کردن کانال سوئز توسط جمال عبدالناصر، رئیس‌جمهور مصر، یک حمله جنجالی به مصر ترتیب دادند.

### جنگ ویتنام
جنگ ویتنام (۱۹۵۵–۱۹۷۵) یک جنگ طولانی در تاریخ آمریکا بود. جنگی که ریشه در استعمار ویتنام توسط فرانسه در اواخر قرن نوزدهم را دارد. جنگی پرهزینه و تفرقه‌انگیز که دولت کمونیستی ویتنام شمالی را در مقابل ویتنام جنوبی و متحد اصلی آن، ایالات متحده قرار داد. که با ادامه جنگ سرد بین ایالات متحده و شوروی تشدید شد. بیش از ۳ میلیون نفر در جنگ ویتنام کشته شدند که بیش از نیمی از کشته شدگان غیرنظامی بودند.

### مداخله ۱۹۹۲ اسرائیل در لبنان
در ۶ ژوئن ۱۹۸۲، نیروهای اسرائیلی بیروت و ۶۰۰۰ مبارز فلسطینی مستقر در این شهر را محاصره کردند. اسرائیل با هدف تخریب زیرساخت‌های نظامی سازمان آزادیبخش فلسطین (ساف) به لبنان حمله کرد. جنگی ناعادلانه که اسرائیل در حالی که با تهدید وجودی روبرو نبود آن را آغاز کرد.

### حمله ۲۰۰۳ به عراق
در ۱۹ مارس ۲۰۰۳، نیروهای ایالات متحده با هدف از بین بردن سلاح‌های کشتار جمعی و عملیات آزادی عراق یعنی سرنگونی رژیم صدام حسین، به عراق حمله کردند. و به حکومت دیکتاتوری صدام حسین پایان دادند. وقتی معلوم شد که اطلاعات سلاح‌های کشتار جمعی توهمی بیش نبود. جنگ حمایت عمومی را از دست داد. صدام دستگیر، محاکمه و به دار آویخته شد. در سال‌های پس از آن، بیش از ۴۷۰۰ سرباز آمریکایی و متحدان آن کشته شده‌اند و بیش از صد هزار غیرنظامی عراقی کشته شده‌اند. هر چند بعضی معتقدند این جنگ ربطی به سلاح‌های کشتار جمعی - یا «گسترش دموکراسی» یا جلب رضایت لابی‌های نفت یا اسرائیل ندارد. بلکه تنها یک نمایش بود در قلب جهان عرب برای رساندن این پیام به همه کشورها، مانند سوریه، لیبی یا ایران برای اثبات هژمونی آمریکا و استقرار جایگاه آمریکا به عنوان قدرت پیشرو در جهان. هر چند این حمله در واقع موهبتی بود برای ایران تا اثبات هژمونی آمریکا، زیرا سرنگونی صدام حسین، مهم‌ترین دشمن منطقه ای ایران، توسط ایالات متحده به ایران اجازه داد تا نفوذ منطقه ای خود را گسترش دهد.

#### حمله به افغانستان
ایالات متحده در سال ۲۰۰۱ به بهانهٔ انتقام از حملهٔ القاعده در ۱۱ سپتامبر ۲۰۰۱، و همچنین خودداری طالبان از تحویل اسامه بن لادن به آمریکا، به افغانستان حمله کرد. جنگی که برای مردم افغانستان جز بدبختی و ویرانی چیزی به همراه نداشت و شکست آن‌ها از ابتدا روشن بود. جنگی که به طولانی‌ترین جنگ ایالات متحده مشهور است. این جنگ ۲۰ سال به طول انجامید و در نهایت بعد از دو دهه درگیری طالبان قدرت را به دست گرفت.